# 戸石泰一
戸石 泰一（といし たいいち、1919年1月28日 - 1978年10月31日）は、日本の小説家。

## 人物・来歴
宮城県仙台市生まれ。母親の長兄は吉野作造。旧制第二高等学校をへて1940年、東京帝国大学に入学。同期に阿川弘之がいた。その年の冬、太宰治を訪問、その後も知遇を受ける。戦争中は召集され南方に向かう。太宰の作品「未帰還の友に」の登場人物のモデルの一人だという。千谷道雄、阿川らと麻雀をやっていたという。
戦後復員してしばらくは仙台にいたが、太宰の死をきっかけに上京、太宰の全集の編集にたずさわりながら田中英光と交友する。1950年代から1960年代にかけて文学の第一線から離れ、東京都の高校教員として勤務しながら労働組合活動にも尽力した。
1970年代からふたたび小説を書き始め、『民主文学』誌を中心に活動。大学時代からの友人古山高麗雄との関係から『季刊藝術』誌にもしばしば寄稿した。

## 著書
- 『夜学生』（柏林書房、ルポルタージュ・シリーズ 日本の証言） 1955、復刻版（三人社） 2014.12
- 『青い波がくずれる』（東邦出版社） 1972
  - 新装改訂版『青い波がくずれる 田中英光 / 小山清 / 太宰治』（本の泉社） 2020.10
- 『火と雪の森』（津軽書房） 1976、新版 1993.8
- 『消燈ラッパと兵隊』（ベストセラーズ） 1976
- 『愛と真実 戸石泰一エッセイ集』（学習の友社） 1978
- 『五日市街道』（新日本出版社） 1980
- 『未来をひらく青年期教育 戸石泰一教育論集』（新教育文化研究所編、あゆみ出版） 1980.11

### 共著
- 『現代の高校生 親と子の対話のために』（田代三良共著、新日本出版社、新日本新書） 1972
- 『高校生と学校・家庭』（田代三良共著、新日本出版社、新日本新書） 1979